# Garlin Gilchrist

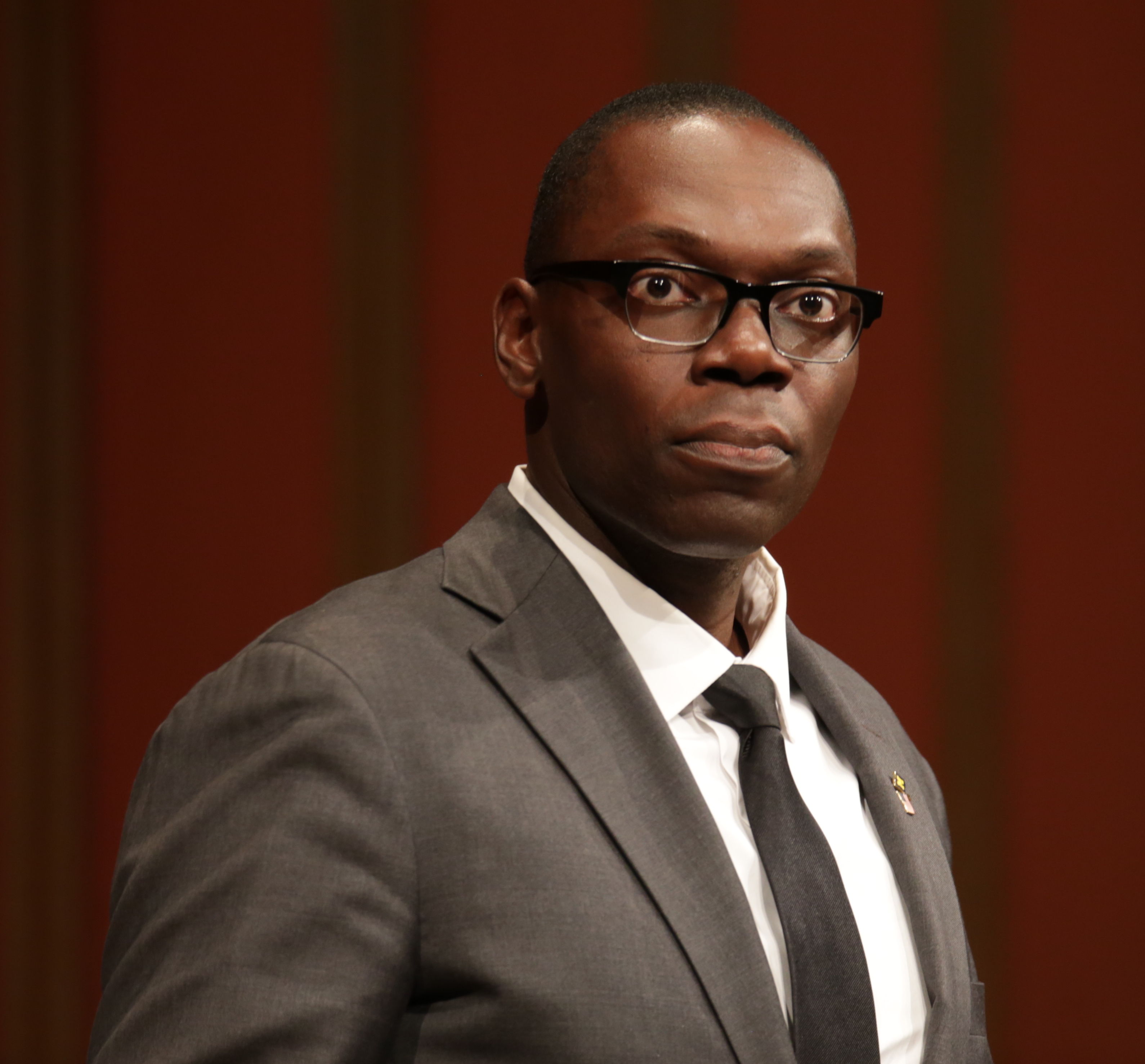
Garlin Gilchrist (2018)

Garlin Gilchrist II (* 25. September 1982 in Detroit, Michigan) ist ein US-amerikanischer Politiker der Demokratischen Partei und seit dem 1. Januar 2019 Vizegouverneur von Michigan.

## Leben
Gilchrist wuchs in Detroit auf und machte an der University of Michigan einen Bachelor in Computer Science and Engineering. Nach seinem Abschluss lebte er eine Weile in Redmond, Bundesstaat Washington, wo er für Microsoft arbeitete und unter anderem an der Entwicklung von SharePoint beteiligt war. Danach war eine Zeit lang für MoveOn.org in Washington, D.C. tätig. Im Juli 2014 kehrte Gilchrist in seine Heimatstadt Detroit zurück und arbeitete als Chief Information Officer für Bürgermeister Mike Duggan. Außerdem engagierte er sich politisch bei der Demokratischen Partei und kandidierte 2017 erfolglos für einen Sitz im Stadtrat von Detroit.
Im August 2018 bot ihm die demokratische Bewerberin für den Gouverneursposten Gretchen Whitmer an, als ihr Running Mate für das Amt des Vizegouverneurs zu kandidieren. Gilchrist nahm das Angebot an, während er von republikanischer Seite kritisiert wurde, nicht ausreichend Erfahrung in hohen politischen Wahlämtern zu haben. Bei der Wahl am 6. November 2018 gewannen Whitmer und Gilchrist jedoch mit rund zehn Prozentpunkten Vorsprung. Am 1. Januar 2019 wurde er zum neuen Vizegouverneur vereidigt. Damit ist Gilchrist der erste Afroamerikaner in diesem Amt. Seither amtiert er als Stellvertreter von Gouverneurin Whitmer und ist kraft seines Amtes auch Präsident des Senats von Michigan. Dort hat er aber nur im Falle eines Patts das Stimmrecht, da er kein Staatssenator ist.
Garlin Gilchrist ist verheiratet und hat mit seiner Frau Ellen Zwillinge. Äußerlich fällt er durch seine überdurchschnittliche Körpergröße von 202 cm auf.